# Organisationsbereich Infrastruktur, Umweltschutz und Dienstleistungen
Der Organisationsbereich Infrastruktur, Umweltschutz und Dienstleistungen (IUD) ist in der Bundeswehr ein ziviler Organisationsbereich der Bundeswehrverwaltung.

## Aufgaben
Der Organisationsbereich sorgt für die Instandhaltung und den Neubau von Liegenschaften der Bundeswehr und nimmt gesetzliche Schutzaufgaben wie Umweltschutz oder Brandschutz wahr. Einer der Schwerpunkte der Arbeit liegt in der zivilen Unterstützung der Auslandseinsätze der Bundeswehr durch Maßnahmen im Inland und vor Ort. Mitarbeiter des Organisationsbereich sorgen beispielsweise für die Verpflegung der Soldaten während des Einsatzes im Ausland oder schließen Verträge für Transportleistungen in die Einsatzgebiete.

## Führung
Die Abteilung Infrastruktur, Umweltschutz und Dienstleistungen (IUD) im Bundesministerium der Verteidigung übt die Fachaufsicht über den ihr nachgeordneten Bereich aus und trägt dabei die ministerielle Verantwortung für dessen Aufbau- und Ablauforganisation. Dort werden neben den infrastrukturellen Aufgaben, insbesondere des Bauens und des Betriebs von Liegenschaften alle Serviceleistungen mit Liegenschaftsbezug für die Streitkräfte und die Bundeswehrverwaltung ministeriell gesteuert. In ihr werden die ministeriellen Aufgaben von Bedarfsträger und -decker im Bereich Infrastruktur, alle Verpflegungsprozesse und die gesetzlichen Schutzaufgaben konzentriert. Sie bringt die Infrastrukturgesamtplanung in Übereinstimmung mit den planerischen und haushalterischen Möglichkeiten. Diese Abteilung gliedert sich in:
- Leitungsebene
  - Abteilungsleiter
  - Stellvertretender Abteilungsleiter
  - Referat IUD Z – Zentrale Aufgaben und Controlling
  - Unterabteilungen
    - IUD I – Infrastruktur
    - IUD II – Dienstleistungen, gesetzliche Schutzaufgaben
    - IUD III – Dienstleistungen BMVg, Unterstützungsleistungen IUD

## Gliederung
Der Organisationsbereich Infrastruktur, Umweltschutz und Dienstleistungen umfasst im Wesentlichen:
- Bundesamt für Infrastruktur, Umweltschutz und Dienstleistungen der Bundeswehr (BAIUDBw) als Bundesoberbehörde mit Sitz in Bonn, welches eine zentrale Rolle im Organisationsbereich einnimmt
  - 43 Bundeswehr-Dienstleistungszentren
  - 7 Bundeswehrverwaltungsstellen im Ausland
  - Einsatzwehrverwaltungsstellen
  - Brandschutzamt der Bundeswehr in Sonthofen
    - 62 Feuerwachen der Bundeswehrfeuerwehr

  - Verpflegungsamt der Bundeswehr in Oldenburg
    - Truppenküchen

## Geschichte
Der Organisationsbereich entstand im Zuge der Neuausrichtung der Bundeswehr. Mit dieser wurden die damals zwei Organisationsbereiche der Bundeswehrverwaltung, die Territoriale Wehrverwaltung und der Rüstungsbereich, in die drei neuen Organisationsbereiche Personal und Ausrüstung, Informationstechnik und Nutzung sowie Infrastruktur, Umweltschutz und Dienstleistungen umgegliedert.